# Én
Az én (latinul: ego) szó elnevezés – egy a megkülönböztetett személyek közül. Mindaz, amit egy ember saját magával azonosít, magára vonatkozóan tudatában megél, beleértve testének (olykor megnövelt) határait is. Az ego kívülről nézve ezzel (ti. az ember saját énképével) nem esik egybe, tartalmáról, határairól, méretéről stb. az egyén viselkedéséből lehet következtetni.
Az éntudat és a tudat közti különbség – tanult különbség, vagyis az ego-t az ember élete során alakítja a környezettel folytatott dialógusban (interakcióban). Fejlődése során először önmagáról, mint külső dologról beszél (a baba), majd magát és az anyját választja szét, illetve kialakítja én-védő mechanizmusait, amelyek segítenek neki az életbenmaradásban. Az én erősítése énmegerősítő vagy más szóval asszertív technikák segítségével történik.
Az én objektív meghatározása, másoktól való megkülönböztetése a személyazonosság segítségével történik. A személyek azonosítása korábban a nevükkel, ma egyre inkább a személyek nem változó biológiai jellemzőivel történik. Az én önmagát leginkább érzelmei révén azonosítja, azzal tartja magát azonosnak, amivel azonosul, vagyis olyan értékekkel, tulajdonságokkal és „képpel”, amely rendszerint pozitív tartalmakat takar. A negatív énkép az ember önmaga elleni agressziójához vezethet, ezért nem számít egészséges vagy kívánatos állapotnak.
Az én szorosan kapcsolódik a fantáziához, az ego alapvetően nemcsak befelé gazdagodik, de kifelé is hat, a kivetítés, projekció segítségével. Az emberek énje a mások helyzetébe való beleélés, a másokkal való együttérzés révén fejlődik és virágzik, folytonosan elhatárolja magát saját el nem fogadható tetteitől, gondolataitól és érzéseitől az elnyomás, a felejtés, az öncsalás és önámítás, valamint a megváltozott tudati állapotok segítségével.
Kívülről az ént (a személyazonosságot) a társadalom személyi nyilvántartási rendszerének eszközeivel, a tanúsítással, az ember – és a stílus, az ember és élete regénye, az általa tettek, mondottak, társadalmi sikere és nevezetes vagy hírhedt cselekedetei – közé tett egyenlőségi jel segítségével határozzuk meg. Újabban divatos az én határainak és megtapasztalásának tudatos kiterjesztése (ego trip), amely lehet valóságos (extrém sportok) és virtuális (kaland és fantázia játékok, álnevek stb.).